# (90279) Devětsil
(90279) Devětsil est un astéroïde de la ceinture principale.

## Description
(90279) Devetsil est un astéroïde de la ceinture principale. Il fut découvert le 26 février 2003 à l'Observatoire Kleť par le projet KLENOT. Il présente une orbite caractérisée par un demi-grand axe de 2,70 UA, une excentricité de 0,18 et une inclinaison de 13,7° par rapport à l'écliptique.

## Compléments